# Џорџ Мејсон (Вирџинија)
Џорџ Мејсон (енгл. George Mason) насељено је место без административног статуса у америчкој савезној држави Вирџинија.

## Демографија
По попису из 2010. године број становника је 9.496.
| Група             | 2000.    | 2010.         |
| Белци             | 0 (0,0%) | 5.911 (62,2%) |
| Афроамериканци    | 0 (0,0%) | 893 (9,4%)    |
| Азијати           | 0 (0,0%) | 1.417 (14,9%) |
| Хиспаноамериканци | 0 (0,0%) | 921 (9,7%)    |
| Укупно            | 0        | 9.496         |